# LXXI. Armeekorps (Wehrmacht)
Il LXXI. Armeekorps (71° Corpo d'armata) fu un corpo d'armata dell'esercito tedesco attivo durante la seconda guerra mondiale che venne creato nel gennaio 1943 e venne schierato in Norvegia, dove rimase fino alla fine della guerra.

## Storia
Il corpo d'armata nacque dall'Höheren Kommando LXXI, che fu formato il 1° maggio 1941 e successivamente fu riformato il 26 gennaio 1943 in LXX. Armeekorps. Il corpo fu utilizzato come forza di occupazione e per la protezione costiera nella Norvegia settentrionale, da Mehamn, sulla costa del Mare di Barents, fino all'Øksjord. Il corpo non fu coinvolto in operazioni di combattimento e fu fatto prigioniero nel maggio 1945.

## Ordine di battaglia
LXXI. Armeekorps 7 luglio 1943
- 230. Infanterie-Division
- 270. Infanterie-Division
- 199. Infanterie-Division

LXXI. Armeekorps 21 ottobre 1944
- 210. Infanterie-Division
- 199. Infanterie-Division
- 163. Infanterie-Division
- Divisionsgruppe Van der Hoop
- Festungs-Brigade Lofoten

LXXI. Armeekorps 1° marzo 1945
- 230. Infanterie-Division
- 210. Infanterie-Division
- Festungs-Brigade Lofoten
- Gebirgsjäger-Brigade 139
- 503. Grenadier-Division
- 7. Gebirgs-Division[1]

## Comandanti
- Generalleutnant Willi Moser (26 gennaio 1943 - 15 dicembre 1944)
- General der Artillerie Anton Reichard Freiherr von Mauchenheim von Bechtolsheim (15 dicembre 1944 - maggio 1945)[1]